# Закаріас Берг
Крістоффер Закаріас Берг (швед. Kristoffer Zakarias Berg; нар. 17 липня 1995, Шеллефтео, лен Вестерботтен) — шведський борець греко-римського стилю, бронзовий призер чемпіонату Європи, учасник Олімпійських ігор.

## Життєпис
Боротьбою почав займатися з 2002 року. У 2012 році став бронзовим призером чемпіонату світу серед кадетів. У 2015 році такого ж результату досяг на чемпіонаті світу серед юніорів. У 2016 році завоював бронзову медаль чемпіонату Європи серед молоді, а ще через рік став чемпіоном Європи серед молоді.
Виступає за борцівський клуб комуни Гуддінге. Тренери — Нено Йовановіч, Джиммі Самуельсон, Могамед Бабульфат.

## Спортивні результати на міжнародних змаганнях

### Виступи на Олімпіадах
| Змагання                    | Збірна | Вагова категорія                 | Місце |
| --------------------------- | ------ | -------------------------------- | ----- |
| Літні Олімпійські ігри 2016 | Швеція | греко-римська боротьба, до 85 кг | 21    |

### Виступи на Чемпіонатах світу
| Змагання                        | Збірна | Вагова категорія                 | Місце |
| ------------------------------- | ------ | -------------------------------- | ----- |
| Чемпіонат світу з боротьби 2017 | Швеція | греко-римська боротьба, до 85 кг | 14    |
| Чемпіонат світу з боротьби 2018 | Швеція | греко-римська боротьба, до 87 кг | 20    |
| Чемпіонат світу з боротьби 2019 | Швеція | греко-римська боротьба, до 87 кг | 22    |

### Виступи на Чемпіонатах Європи
| Змагання                         | Збірна | Вагова категорія                 | Місце  |
| -------------------------------- | ------ | -------------------------------- | ------ |
| Чемпіонат Європи з боротьби 2014 | Швеція | греко-римська боротьба, до 80 кг | 5      |
| Чемпіонат Європи з боротьби 2018 | Швеція | греко-римська боротьба, до 87 кг | Бронза |
| Чемпіонат Європи з боротьби 2019 | Швеція | греко-римська боротьба, до 87 кг | 20     |

### Виступи на інших змаганнях
| Змагання                                                         | Збірна | Вагова категорія                 | Місце  |
| ---------------------------------------------------------------- | ------ | -------------------------------- | ------ |
| Кубок Арво Хаавісто 2013                                         | Швеція | греко-римська боротьба, до 84 кг | Бронза |
| Тор Мастерс 2014                                                 | Швеція | греко-римська боротьба, до 80 кг | Срібло |
| Гран-прі Парижа з боротьби 2015                                  | Швеція | греко-римська боротьба, до 85 кг | 11     |
| Гран-прі FILA 2015                                               | Швеція | греко-римська боротьба, до 85 кг | 11     |
| Кубок Арво Хаавісто 2015                                         | Швеція | греко-римська боротьба, до 85 кг | Бронза |
| Кубок Хапаранди з боротьби 2015                                  | Швеція | греко-римська боротьба, до 85 кг | Золото |
| Тор Мастерс 2016                                                 | Швеція | греко-римська боротьба, до 85 кг | 5      |
| Олімпійський кваліфікаційний турнір з боротьби 2016 (Зренянин)   | Швеція | греко-римська боротьба, до 85 кг | 10     |
| Олімпійський кваліфікаційний турнір з боротьби 2016 (Улан-Батор) | Швеція | греко-римська боротьба, до 85 кг | Бронза |
| Гран-прі Німеччини з боротьби 2016                               | Швеція | греко-римська боротьба, до 85 кг | 5      |
| Кубок Хапаранди з боротьби 2016                                  | Швеція | греко-римська боротьба, до 85 кг | Золото |
| Тор Мастерс 2017                                                 | Швеція | греко-римська боротьба, до 85 кг | Срібло |
| Північний чемпіонат з боротьби 2017                              | Швеція | греко-римська боротьба, до 85 кг | Золото |
| Тор Мастерс 2018                                                 | Швеція | греко-римська боротьба, до 87 кг | Бронза |
| Меморіал Кристьяна Палусалу 2018                                 | Швеція | греко-римська боротьба, до 87 кг | Срібло |
| Гран-прі Німеччини з боротьби 2018                               | Швеція | греко-римська боротьба, до 87 кг | 5      |
| Кубок Владислава Пітласинські 2018                               | Швеція | греко-римська боротьба, до 87 кг | Золото |
| Гран-прі Загреба з боротьби 2019                                 | Швеція | греко-римська боротьба, до 87 кг | Срібло |
| Гран-прі Угорщини з боротьби 2019                                | Швеція | греко-римська боротьба, до 87 кг | 12     |
| Тор Мастерс 2019                                                 | Швеція | греко-римська боротьба, до 87 кг | Золото |
| Кубок Арво Хаавісто 2019                                         | Швеція | греко-римська боротьба, до 87 кг | Золото |
| Тор Мастерс 2020                                                 | Швеція | греко-римська боротьба, до 87 кг | Срібло |

### Виступи на змаганнях молодших вікових груп
| Змагання                                          | Збірна | Вагова категорія                 | Місце  |
| ------------------------------------------------- | ------ | -------------------------------- | ------ |
| Північний чемпіонат з боротьби серед кадетів 2010 | Швеція | греко-римська боротьба, до 58 кг | 4      |
| Північний чемпіонат з боротьби серед кадетів 2011 | Швеція | греко-римська боротьба, до 69 кг | 9      |
| Чемпіонат Європи з боротьби серед кадетів 2011    | Швеція | греко-римська боротьба, до 69 кг | 9      |
| Північний чемпіонат з боротьби серед кадетів 2012 | Швеція | греко-римська боротьба, до 76 кг | Золото |
| Чемпіонат світу з боротьби серед кадетів 2012     | Швеція | греко-римська боротьба, до 76 кг | Бронза |
| Північний чемпіонат з боротьби серед юніорів 2013 | Швеція | греко-римська боротьба, до 84 кг | Золото |
| Чемпіонат Європи з боротьби серед юніорів 2013    | Швеція | греко-римська боротьба, до 84 кг | 11     |
| Чемпіонат Європи з боротьби серед юніорів 2014    | Швеція | греко-римська боротьба, до 84 кг | 5      |
| Північний чемпіонат з боротьби серед юніорів 2015 | Швеція | греко-римська боротьба, до 84 кг | Золото |
| Чемпіонат Європи з боротьби серед юніорів 2015    | Швеція | греко-римська боротьба, до 84 кг | 8      |
| Чемпіонат світу з боротьби серед юніорів 2015     | Швеція | греко-римська боротьба, до 84 кг | Бронза |
| Чемпіонат Європи з боротьби серед молоді 2016     | Швеція | греко-римська боротьба, до 85 кг | Бронза |
| Чемпіонат Європи з боротьби серед молоді 2017     | Швеція | греко-римська боротьба, до 85 кг | Золото |
| Чемпіонат світу з боротьби серед молоді 2018      | Швеція | греко-римська боротьба, до 87 кг | 8      |